# واجهة نواة لينكس
واجهة نواة لينكس (بالإنجليزية: Linux Kernel API)‏ وهي واجهة توفر طريقة موحدة للمشغلات و للبرمجيات البسيطة المكتوبة لنواة لينكس لكي تصل إلى موارد النظام وخدماته.

## روابط خارجية
- واجهة نواة لينكس
- واجهة نواة لينكس من مشروع كيرنيلبوك
- خريطة تفاعلية لنواة لينكس، مع الوظائف والمكونات الرئيسية للواجهة.
- مشغلات لينكس، الإصدار الثالث.
- نواة لينكس مرتبطة بقائمة شرح.
- مدونة Greg KH's Monkey، شرح لماذا لينكس لا يملك واجة داخل نواة مستقرة.